# Leo Welch
Leo „Bud“ Welch (22. března 1932 – 19. prosince 2017) byl americký bluesový zpěvák a kytarista. Na kytaru začal hrát ve svých třinácti letech a od patnácti vystupoval na veřejnosti. Po dobu více než 35 let pracoval jako dřevorubec. Svou hudební kariéru zahájil v roce 2013 nedlouho poté, co byl natočen na narozeninové párty. Své první album, nazvané Sabougla Voices, vydal v lednu 2014. Druhé I Don't Prefer No Blues následovalo v březnu 2015. V roce 2016 o něm byl natočen dokumentární film Late Blossom Blues: The Journey of Leo “Bud” Welch. Roku 2017 vydal koncertní album Live at The Iridium. Zemřel toho roku ve věku 85 let.